# Thleijeh
Thleijeh (tiếng Ả Rập: ثليجة) là một ngôi làng Syria nằm ở Sinjar Nahiyah ở huyện Maarrat al-Nu'man, Idlib. Theo Cục Thống kê Trung ương Syria (CBS), Thleijeh có dân số 741 người trong cuộc điều tra dân số năm 2004.